# Кембридж (Айдахо)
Кембридж (англ. Cambridge) — місто в окрузі Вашингтон, штат Айдахо, США. Згідно з переписом 2010 року населення становило 328 осіб, що на 32 особи менше, ніж 2000 року. Це друге за розміром місто округу і воно набагато менше, ніж Вайсер, який і є окружним центром.

## Географія
Кембридж розташований за координатами 44°34′18″ пн. ш. 116°40′41″ зх. д. / 44.57167° пн. ш. 116.67806° зх. д. (44.571748, -116.678101).  За даними Бюро перепису населення США в 2010 році місто мало площу 1,25 км², з яких 1,23 км² — суходіл та 0,02 км² — водойми.

### Клімат
| Клімат : Кембридж       | Клімат : Кембридж | Клімат : Кембридж | Клімат : Кембридж | Клімат : Кембридж | Клімат : Кембридж | Клімат : Кембридж | Клімат : Кембридж | Клімат : Кембридж | Клімат : Кембридж | Клімат : Кембридж | Клімат : Кембридж | Клімат : Кембридж | Клімат : Кембридж |
| Показник                | Січ.              | Лют.              | Бер.              | Квіт.             | Трав.             | Черв.             | Лип.              | Серп.             | Вер.              | Жовт.             | Лист.             | Груд.             | Рік               |
| Абсолютний максимум, °C | 14,4              | 18,3              | 25,6              | 37,2              | 38,3              | 42,8              | 47,2              | 43,3              | 43,3              | 35,0              | 22,8              | 18,3              | 47,2              |
| Середній максимум, °C   | −0,6              | 3,1               | 11,1              | 17,4              | 22,7              | 27,6              | 33,8              | 33,2              | 27,2              | 18,2              | 7,4               | 0,2               | 16,8              |
| Середня температура, °C | −4,8              | −2,2              | 4,7               | 9,7               | 14,2              | 18,6              | 23,4              | 22,5              | 16,8              | 9,7               | 2,2               | −3,9              | 9,2               |
| Середній мінімум, °C    | −9                | −7,4              | −1,7              | 1,9               | 5,7               | 9,6               | 13,0              | 11,8              | 6,4               | 1,1               | −3,1              | −8,1              | 1,7               |
| Абсолютний мінімум, °C  | −36,7             | −35               | −23,9             | −12,2             | −6,1              | −2,8              | −1,7              | −2,2              | −8,3              | −16,7             | −26,7             | −37,2             | −37,2             |
| Норма опадів, мм        | 74                | 59                | 55                | 36                | 43                | 30                | 10                | 11                | 18                | 31                | 70                | 95                | 531               |
| Днів з опадами          | 9,9               | 8,8               | 10,0              | 7,8               | 7,6               | 5,8               | 2,7               | 2,8               | 3,5               | 5,6               | 10,9              | 11,3              | 86,8              |
| Днів зі снігом          | 2,7               | 1,5               | 0,3               | 0                 | 0                 | 0                 | 0                 | 0                 | 0                 | 0                 | 1,5               | 3,4               | 9,5               |
| ----------------------- | ----------------- | ----------------- | ----------------- | ----------------- | ----------------- | ----------------- | ----------------- | ----------------- | ----------------- | ----------------- | ----------------- | ----------------- | ----------------- |
| Джерело: NOAA           |                   |                   |                   |                   |                   |                   |                   |                   |                   |                   |                   |                   |                   |

## Демографія

### Перепис 2010 року
За даними перепису 2010 року, у місті проживало 328 осіб у 151 домогосподарствах у складі 100 родин. Густота населення становила 263,8 ос./км². Було 178 помешкань, середня густота яких становила 143,2/км². Расовий склад міста: 98,2% білих, 0,6% індіанців і 1,2% людей, які зараховують себе до двох або більше рас. Іспанці та латиноамериканці незалежно від раси становили 0,3% населення.
Із 151 домогосподарства 25,2% мали дітей віком до 18 років, які жили з батьками; 52,3% були подружжями, які жили разом; 8,6% мали господиню без чоловіка; 5,3% мали господаря без дружини і 33,8% не були родинами. 33,1% домогосподарств складалися з однієї особи, у тому числі 14,5% віком 65 і більше років. У середньому на домогосподарство припадало 2,17 мешканця, а середній розмір родини становив 2,68.
Середній вік жителів міста становив 47,1 року. Із них 21,6% були віком до 18 років; 5,9% — від 18 до 24; 20,2% від 25 до 44; 29,5% від 45 до 64 і 22,9% — 65 років або старші. Статевий склад населення: 50,0% — чоловіки і 50,0% — жінки.
Середній дохід на одне домашнє господарство  становив 47 476 доларів США (медіана — 28 750), а середній дохід на одну сім'ю — 71 546 доларів (медіана — 55 625). За межею бідності перебувало 12,0 % осіб, у тому числі 0,0 % дітей у віці до 18 років та 23,4 % осіб у віці 65 років та старших.
Цивільне працевлаштоване населення становило 83 особи. Основні галузі зайнятості: виробництво — 18,1 %, освіта, охорона здоров'я та соціальна допомога — 15,7 %, сільське господарство, лісництво, риболовля — 15,7 %.

### Перепис 2000 року
За даними перепису 2000 року, у місті проживало 360 осіб у 152 домогосподарствах у складі 100 родин. Густота населення становила 496,4 ос./км². Було 173 помешкання, середня густота яких становила 238,6/км². Расовий склад міста: 98,33% білих, 0,28% індіанців, 0,83% інших рас, а також 0,56% людей, які зараховують себе до двох або більше рас.
Із 152 домогосподарств 24,3% мали дітей віком до 18 років, які жили з батьками; 55,9% були подружжями, які жили разом; 7,9% мали господиню без чоловіка, і 33,6% не були родинами. 30,9% домогосподарств складалися з однієї особи, у тому числі 13,8% віком 65 і більше років. У середньому на домогосподарство припадало 2,37 мешканця, а середній розмір родини становив 2,97 особи.
Віковий склад населення: 24,2% віком до 18 років, 5,6% від 18 до 24, 20,3% від 25 до 44, 28,3% від 45 до 64 і 21,7% років і старші. Середній вік жителів — 45 років. Статевий склад населення: 49,2 % — чоловіки і 50,8 % — жінки.
Середній дохід домогосподарств у місті становив $22 386, родин — $31 111. Середній дохід чоловіків становив $25 000 проти $15 000 у жінок. Дохід на душу населення в місті був $14 475. Приблизно 7,8% родин і 10,9% населення перебували за межею бідності, включаючи 12,9% віком до 18 років і 7,0% від 65 і старших.